# Freddy Zucchet
 (juin 2017).

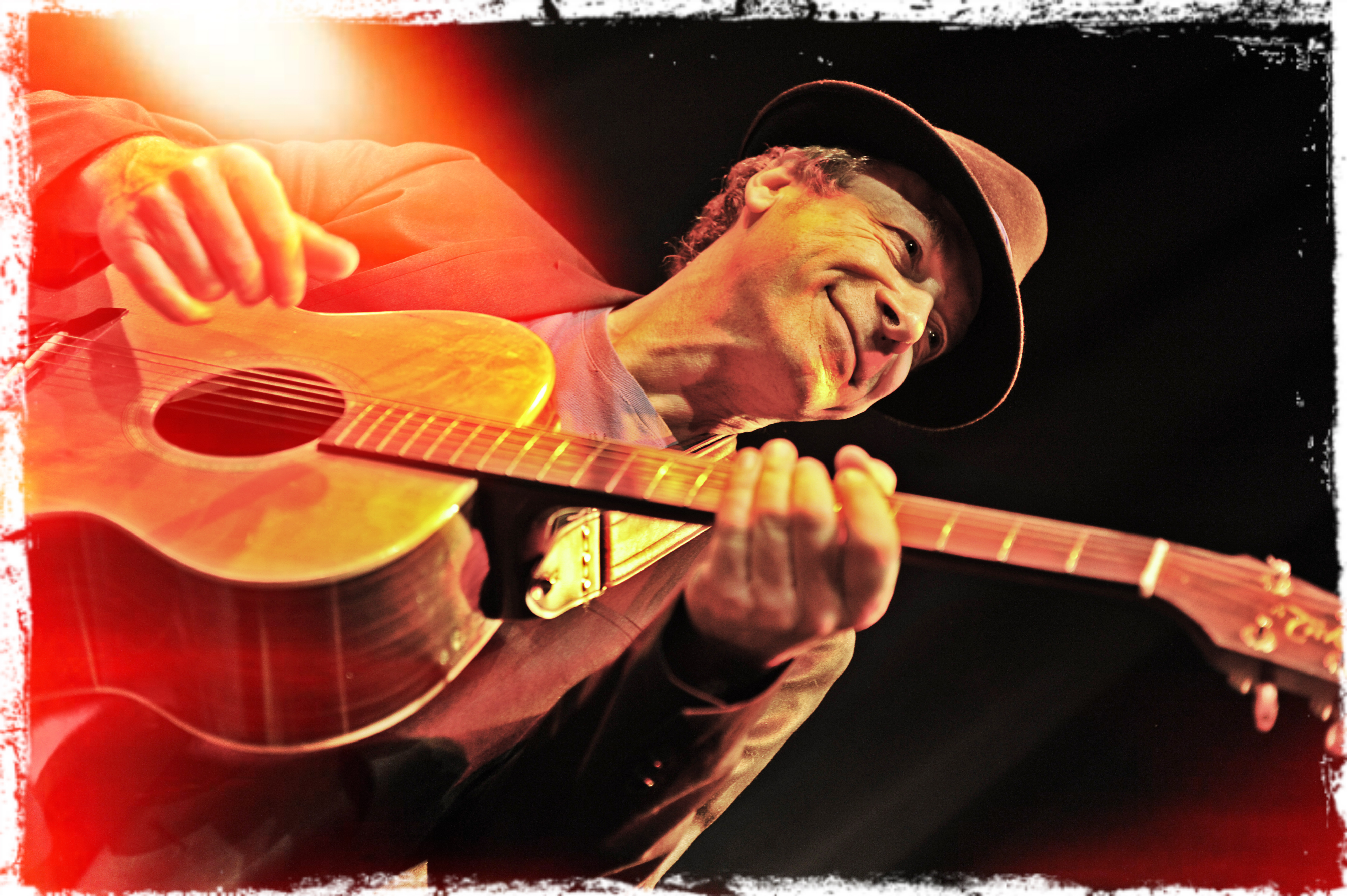
Freddy Zucchet.

Freddy Zucchet est un chanteur français né à Voiron (Isère) en 1954.

## Biographie
Il est aussi intervenant musical scolaire.
La participation active des enfants à la suite d'un temps de rencontre et d’apprentissages dans le cadre de projets artistiques et culturels est une des caractéristiques de certains spectacles.
André Manoukian et Jean-Pierre Pilot ont participé aux premiers albums de Freddy.
Ancien conseiller pédagogique en éducation musicale (département de l’Isère), il a créé en 1994, Les Ateliers du spectacle, structure qui a permis a plus d’une centaine d’enfants de chanter, danser, jouer la comédie.
Freddy a été collaborateur spécialisé « jeune public » auprès de France Bleu Isère et directeur artistique du festival d'Auris-en-Oisans « Des lendemains qui chantent », parrainé par Michel Fugain.
Freddy publie régulièrement ses créations originales et des réalisations « jeune public » (Naïve- Auvidis, Éditions Fuzeau, Éditions Lugdivine).
En 2020, Freddy sort la chanson "Welcome to Brighter Days" produite par Michael Vail Blum au Studio Titan Records de Los Angeles. La chanson fait le tour du monde (Russie, Afrique etc...)

## Dates
- 1981 : Album « Dédé Tritus ». André Manoukian est aux claviers !

- 1985 : Album « Drôle de vie ». Jean-Pierre Pilot est aux claviers (Zazie, Indochine, comédies musicales, Victoires de la musique, Eurovision).
- 1987 : Spectacles événementiels « Rendez-nous la lune ».
- 1989 : Spectacles événementiels « La mémoire en chantant » – Paris Vincennes.
- 1992 : Olympia – Summum Grenoble - 12 000 spectateurs (Label ministère écologie).
- 2002 : Spectacle événementiel au Laos.
- 2005 : « Croire au Père Noël » – CD et spectacles.
- 2010 : « Planète Génération » – CD et spectacles. Spectacle événementiel – 12 500 spectateurs.
- 2011 : Sélection Festival « Môm en Zik » Vendée.
- 2012 : Lancement collection livre & CD « Arthur et son petit monde » – Éditions Lugdivine.
- 2013 : Spectacle événementiel Martigny – Suisse 3 000 spectateurs.
- 2013 : Business Awards « Small agency of the year » pour la musique du clip. « Timpany » – Barcelone – Composition de Freddy « Everybody go ».
- 2014 : Sélection Vendée + tournée régionale décembre. Album « Chantez, Dansez, Maintenant ! ».
- 2015 : Spectacles événementiels « Chantez, Dansez! ». Sélection Showpack, MCI, ça C’est Paris. Tournée Neuchâtel, Lausanne, Paris les Mureaux.
- 2016 : Spectacles événementiels « Chacun son métier » Mardis d’été événementiels Le lac des sapins. Fête de la musique à Paris Rueil Malmaison. Tournée région parisienne. Tournée Montréal /Canada (Ecoles). Tournée France (décembre)
- 2017 : Spectacle Alpe d’Huez, projets événementiels avec les enfants des écoles. Spectacle « Au fil des Scoubidous » Tournée décembre France –

## Discographie
- Dédé Tritus - arrangements André Manoukian
- Drôle de vie - Éditions Naives / Auvidis
- L'école des chants - Éditions Adada
- D'Isère et d'Aujourd'hui - Autoproduction
- 2004 Trop drôle l'école - Édition JM Fuzeau
- 2005 Croire au Père Noël - Éditions Lugdivine
- 2010 Planète génération - Éditions Lugdivine
- CD "A la mer" - Unidisc - Auvidis
- CD "Chansons rigolotes"
- 2014 Chantez, Dansez maintenant ! - L'autre distribution
- Welcome to Brighter Days - Michael Vail Blum - Titan Records LA